# Arado Flugzeugwerke
La Arado Flugzeugwerke, o simplemente Arado, fue una compañía constructora de aeroplanos e hidroaviones alemana establecida al norte del país en la localidad de Rostock-Warnemünde en el año 1925, ocupando las instalaciones de la filial de la antigua compañía fabricante de aeronaves Flugzeugbau Friedrichshafen, que previamente había cesado sus operaciones.

## Historia
La compañía fabricante de aeronaves "Flugzeugbau Friedrichshafen" se vio obligada a cesar sus operaciones porque Alemania sufría restricciones relacionadas con la producción de armamento y la construcción de aeronaves debidas a la firma del Tratado de Versalles en 1919, que supuso el fin de la Primera Guerra Mundial.
En 1921 las instalaciones que la compañía tenía en Warnemünde fueron adquiridas por Heinrich Lübbe, reiniciando en 1924 la construcción de aviones para la exportación y creando una filial en Yugoslavia llamada Ikarus.
En el año 1925 la compañía pasa a denominarse Arado Handelsgesellschaft (Empresa comercial Arado en alemán), pero en 1933 se cambió la denominación de la misma a Arado Flugzeugwerke GmbH, pasando a ser un importante proveedor de aeronaves para la Luftwaffe. Previamente, el ingeniero Walter Blume, que con anterioridad había trabajado en la firma Albatros Flugzeugwerke, reemplazó al ingeniero  Rethel.
Arado alcanzó prominencia temprana como proveedor de la Luftwaffe con el Arado Ar 66, que se convirtió en uno de los aviones estándar de instrucción de la Luftwaffe durante la Segunda Guerra Mundial. La empresa también produjo algunos de los primeros aviones de combate para la Luftwaffe, los Ar 65 y Arado Ar 68. En 1936, el RLM (Ministerio de aviación del Reich) insistió en que, como muestra de lealtad, Lübbe debía hacerse miembro del Partido Nazi. Cuando él se negó, la compañía Arado fue nacionalizada y colocada bajo la dirección de Erich Serno y Felix Wagenführ. Al entrar Alemania en la Segunda Guerra Mundial, varios aviones de Arado se convirtieron en piezas clave de la Luftwaffe: el Arado Ar 96, como uno de los principales aviones de entrenamiento, y el Arado Ar 196, un hidroavión de reconocimiento que fue desplegado en todos los grandes buques de guerra del país.
Por desgracia para la compañía, la mayoría de sus diseños fueron superados por otros productos de sus competidores, aunque siguió fabricando importantes modelos como el Arado Ar 234, que fue el primer bombardero a reacción que entró en servicio operativo en el mundo, aunque lo hizo demasiado tarde, por lo que no tuvo demasiada repercusión en el resultado del conflicto.
Durante la Segunda Guerra Mundial, la compañía también adquirió la licencia de fabricación del avión de caza Focke-Wulf Fw 190.
Una vez finalizada la Segunda Guerra Mundial, la compañía fue disuelta judicialmente.

## Modelos

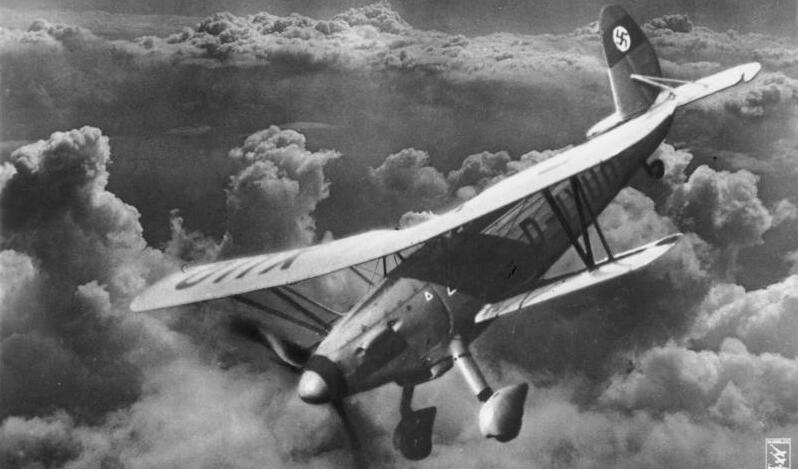
Arado Ar 68 en vuelo.

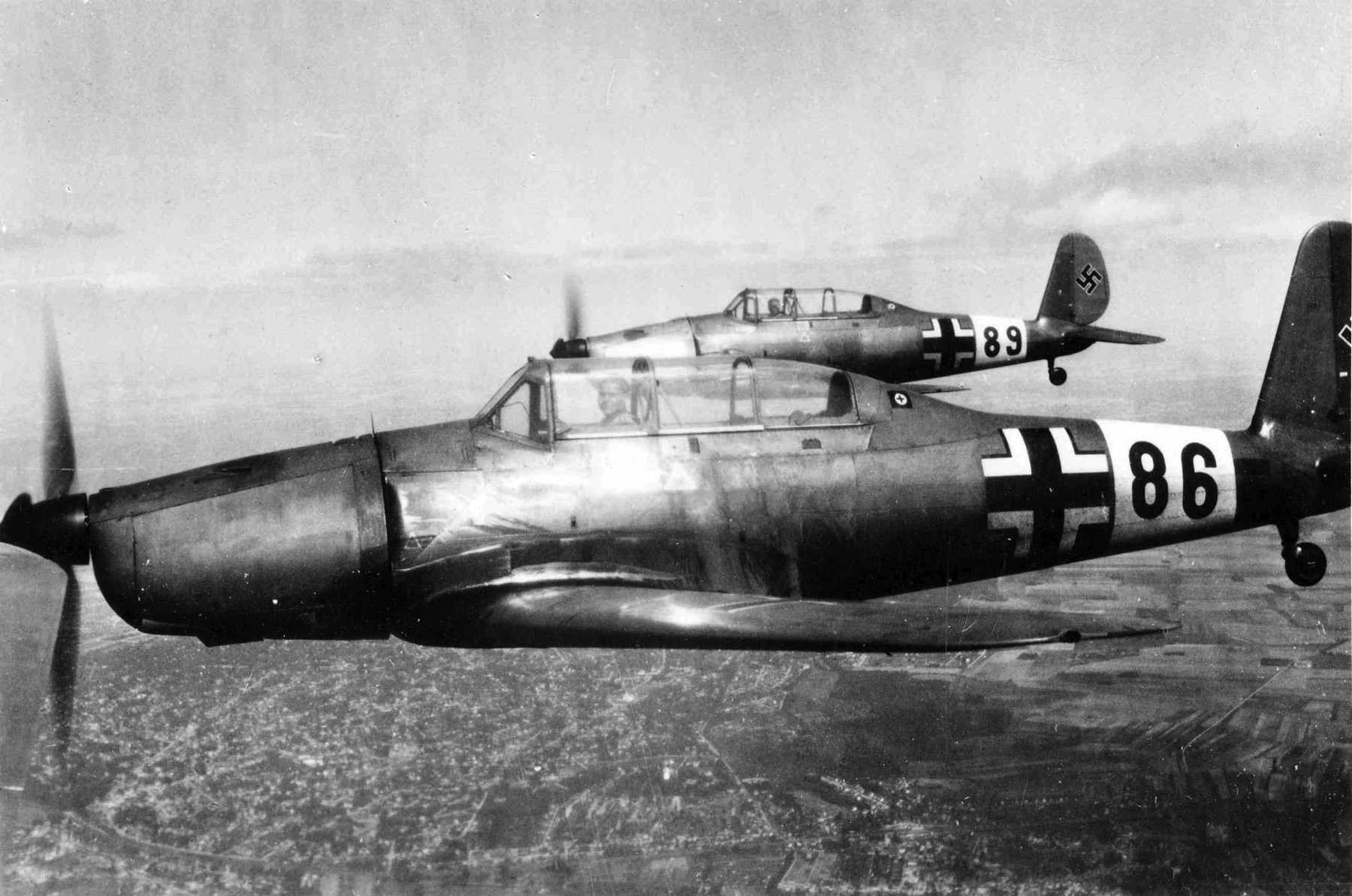
Dos Arado Ar 96 en vuelo.

Durante sus años de actividad, la compañía Arado Flugzeugwerke desarrolló los siguientes modelos:
- Arado S I: avión de entrenamiento.
- Arado S III: avión de entrenamiento.
- Arado SC I: avión de entrenamiento.
- Arado SC II: avión de entrenamiento.
- Arado SD I: prototipo de avión de caza.
- Arado SD II: prototipo de avión de caza.
- Arado SD III: prototipo de avión de caza.
- Arado L 1
- Arado L II
- Arado SSD I: prototipo de hidroavión de caza.
- Arado V I: avión de pasajeros.
- Arado W 2: hidroavión de entrenamiento.
- Arado Ar 64: avión de caza biplano.
- Arado Ar 65: avión de caza y de entrenamiento biplano.
- Arado Ar 66: entrenador y caza nocturno
- Arado Ar 67: prototipo de avión de caza.
- Arado Ar 68: avión de caza biplano.
- Arado Ar 69: prototipo de entrenador biplano (1933).
- Arado Ar 76: avión de caza y de entrenamiento biplano.
- Arado Ar 77: prototipo bimotor multifunción de entrenamiento avanzado (1934)
- Arado Ar 79: avión de entrenamiento.
- Arado Ar 80: prototipo de avión de caza.
- Arado Ar 81: prototipo de biplano biplaza (1936).
- Arado Ar 95: hidroavión biplano de caza y patrulla costera.
- Arado Ar 96: avión de entrenamiento.
- Arado Ar 195: avión torpedero.
- Arado Ar 196: avión de reconocimiento y patrulla costera.
- Arado Ar 197: modificación del Ar 68.
- Arado Ar 198: avión de reconocimiento.
- Arado Ar 199: hidroavión de entrenamiento.
- Arado Ar 231: prototipo de avión de reconocimiento.
- Arado Ar 232: avión de transporte.
- Arado Ar 233: concepto de hidroavión (1940).
- Arado Ar 234: primer bombardero a reacción de la historia.
- Arado Ar 240: avión de caza.
- Arado Ar 340: avión de caza.
- Arado Ar 396: avión de entrenamiento.
- Arado Ar 440: avión de caza.
- Arado Ar 532: proyecto de avión de transporte.

Lista de proyectos internos durante la Segunda Guerra Mundial bajo el control del Ministerio del Aire del Reich (en alemán: Reichsluftfahrtministerium, abreviado RLM):
- E.240
- E.300
- E.310
- E.340
- E.370
- E.371
- E.375
- E.377
- E.377a
- E.380
- E.381/I
- E.381/II
- E.381/III
- E.385
- E.390
- E.395
- E.396
- E.401
- E.430
- E.432
- E.433
- E.440
- E.441
- E.470
- E.480
- E.490
- E.500
- E.530
- E.532
- Arado E.555
- Arado E.560
- E.561
- Arado E.580
- Arado E.581
- E.581.4
- E.581.5
- E.583
- E.625
- E.632
- E.651
- Arado E.654